# Henri Manguin

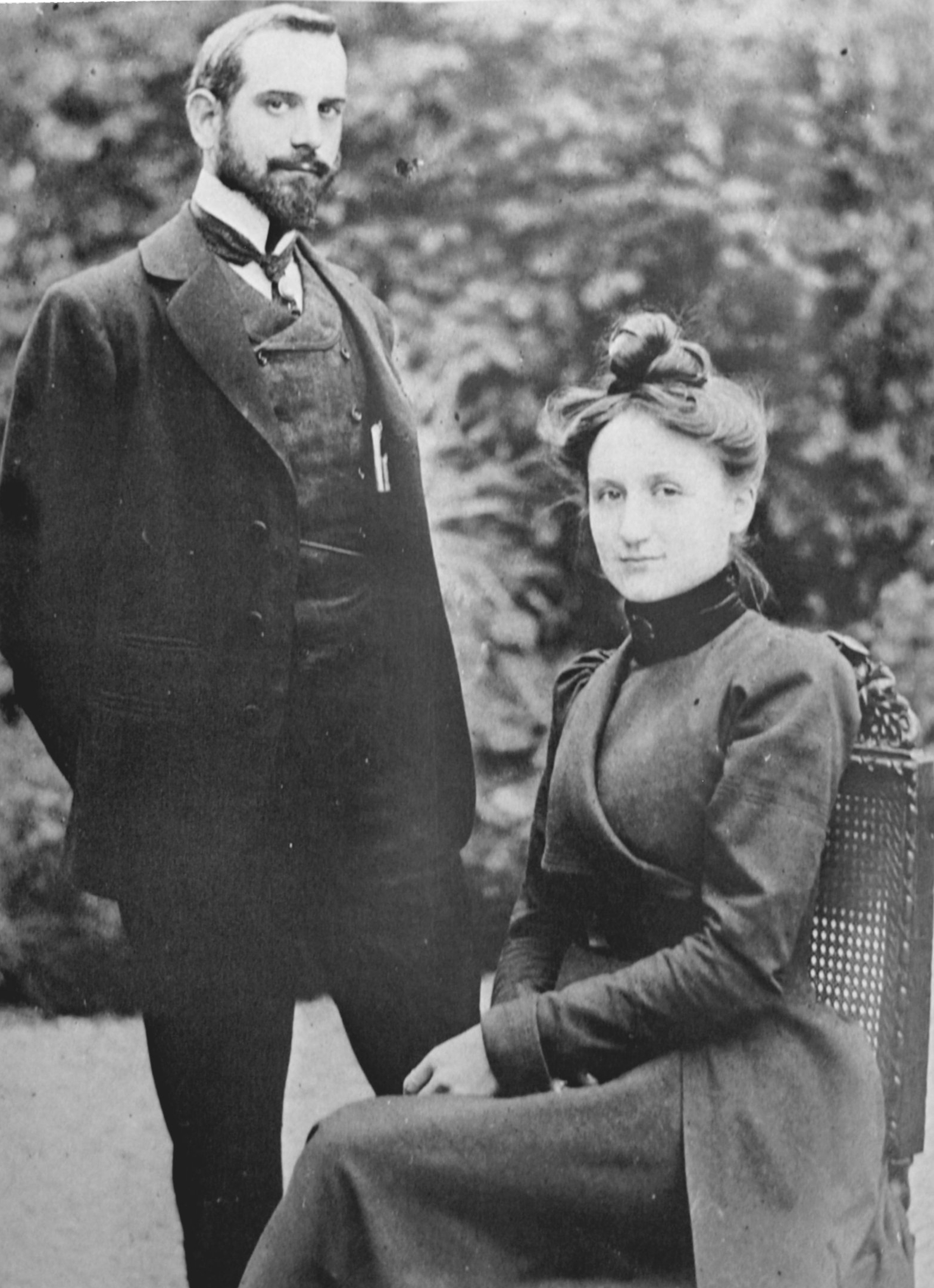
Henri und Jeanne Manguin um 1900

Signatur

Henri Manguin (* 23. März 1874 in Paris; † 25. September 1949 in Saint-Tropez) war ein französischer Maler. Er wird dem Kreis der „Fauves“ zugeordnet.

## Leben und Werk
Mit fünfzehn Jahren brach Manguin seine Schulausbildung ab, um sich ganz der Malerei zuzuwenden. 1894 wurde er als „Freier“ in das Atelier von Gustave Moreau aufgenommen, wo Henri Matisse und Albert Marquet seine Mitschüler waren. Manguin heiratete 1899 Jeanne Carette, die sein bevorzugtes Modell wurde. 1900 bzw. 1902 wurden ihre Söhne Claude und Pierre geboren.
Die Cézanne und van Gogh gewidmeten Ausstellungen im Jahr 1901 brachten ihn dazu, die Kräfte der reinen Farbe auszuschöpfen. 1902 stellte er erstmals im Salon des Indépendants aus. Im Sommer 1905 hielt er sich in Saint-Tropez auf. Im Salon d’Automne des gleichen Jahres zeigten die fünf im Saal VII ausgestellten Bilder einen zugleich stürmischen und unmittelbar expressiven Ausbruch der Farben. Im folgenden Jahr erwarb Ambroise Vollard 142 Gemälde des Künstlers sowie Pastelle und Zeichnungen für insgesamt 7000 Francs.
1908 reiste Manguin mit seinem Freund Marquet nach Italien. Er suchte, ähnlich wie sein Freund Marquet, in den Häfen der Bretagne und der Normandie nach Motiven. 1909 bezogen die Manguins ein Haus in Neuilly-sur-Seine. Manguins erste Einzelausstellung folgte 1910 in der renommierten Pariser Galerie Druet. Auch auf der International Exhibition of Modern Art war Manguin im Jahr 1913 mit einigen Werken vertreten. Bei Kriegsbeginn 1914 wurde er von der Armee freigestellt. Er zog mit seiner Familie in die Schweiz und blieb dort bis 1919. Die Galerie Vallotton in Lausanne widmete dem Maler 1918 eine Ausstellung. 1919 kehrte der Künstler mit seiner Familie in das Haus in Neuilly-sur-Seine zurück und arbeitete ab 1920 auch in der Villa L'Oustalet in Saint-Tropez, die er 1928 kaufte.
1931 malte er zahlreiche Aquarelle in der Bretagne. Henri und Jeanne Manguin zogen 1937 von Neuilly-sur-Seine nach Paris ins 8. Arrondissement. 1940 wurden einige vom Manguins Werken auf der Biennale von Venedig ausgestellt. Während des Zweiten Weltkriegs arbeitete der Künstler in Paris, Saint-Tropez und Avignon. Kurz nach der Feier der goldenen Hochzeit mit Jeanne im Juni 1949 zogen die Manguins nach Saint-Tropez um, wo Henri drei Monate später im Alter von 75 Jahren starb.
Werke Manguins befinden sich unter anderem im Museum der Eremitage, St. Petersburg, im Musée National d’Art Moderne, Paris, und im Musée du Petit Palais, Genf.

## Werke (Auswahl)

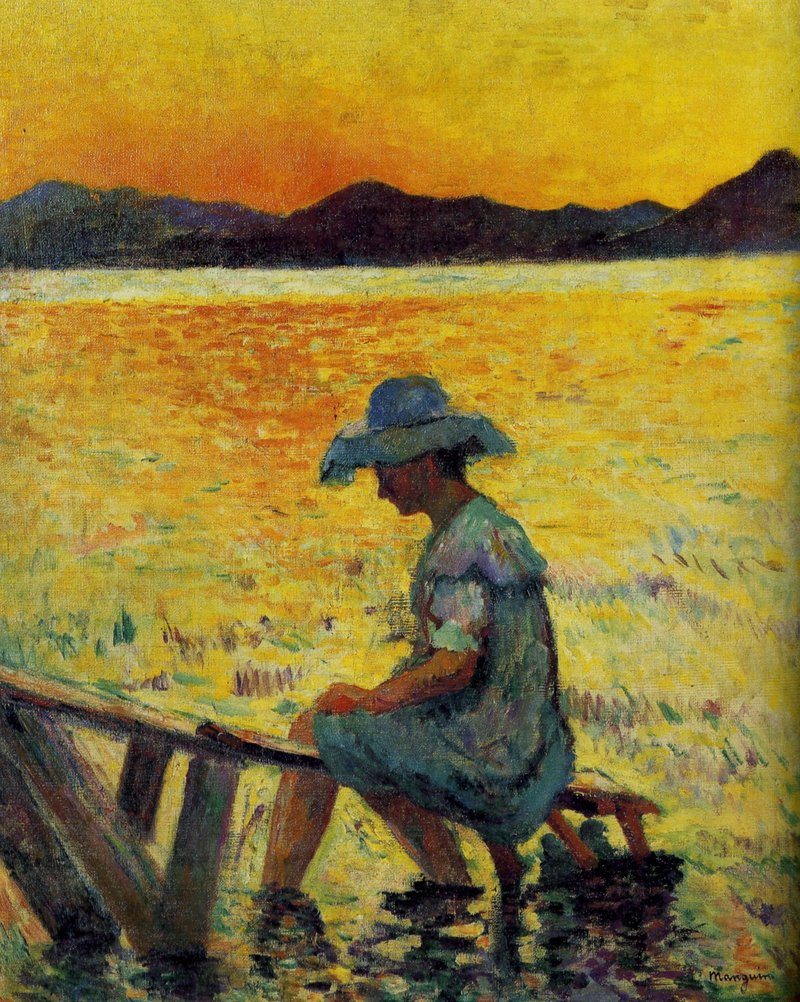
Saint Tropez, 1904
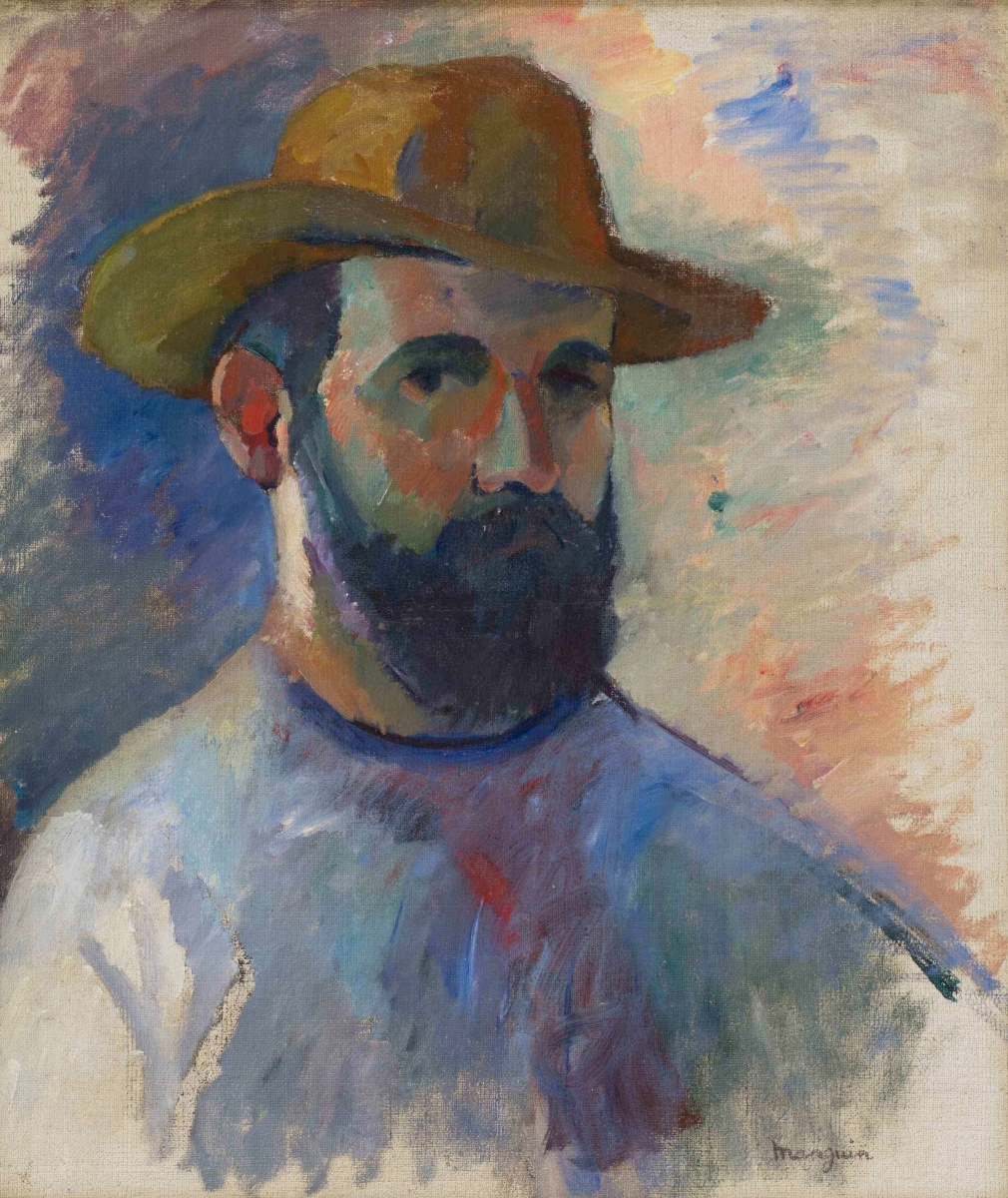
Selbstporträt, 1905
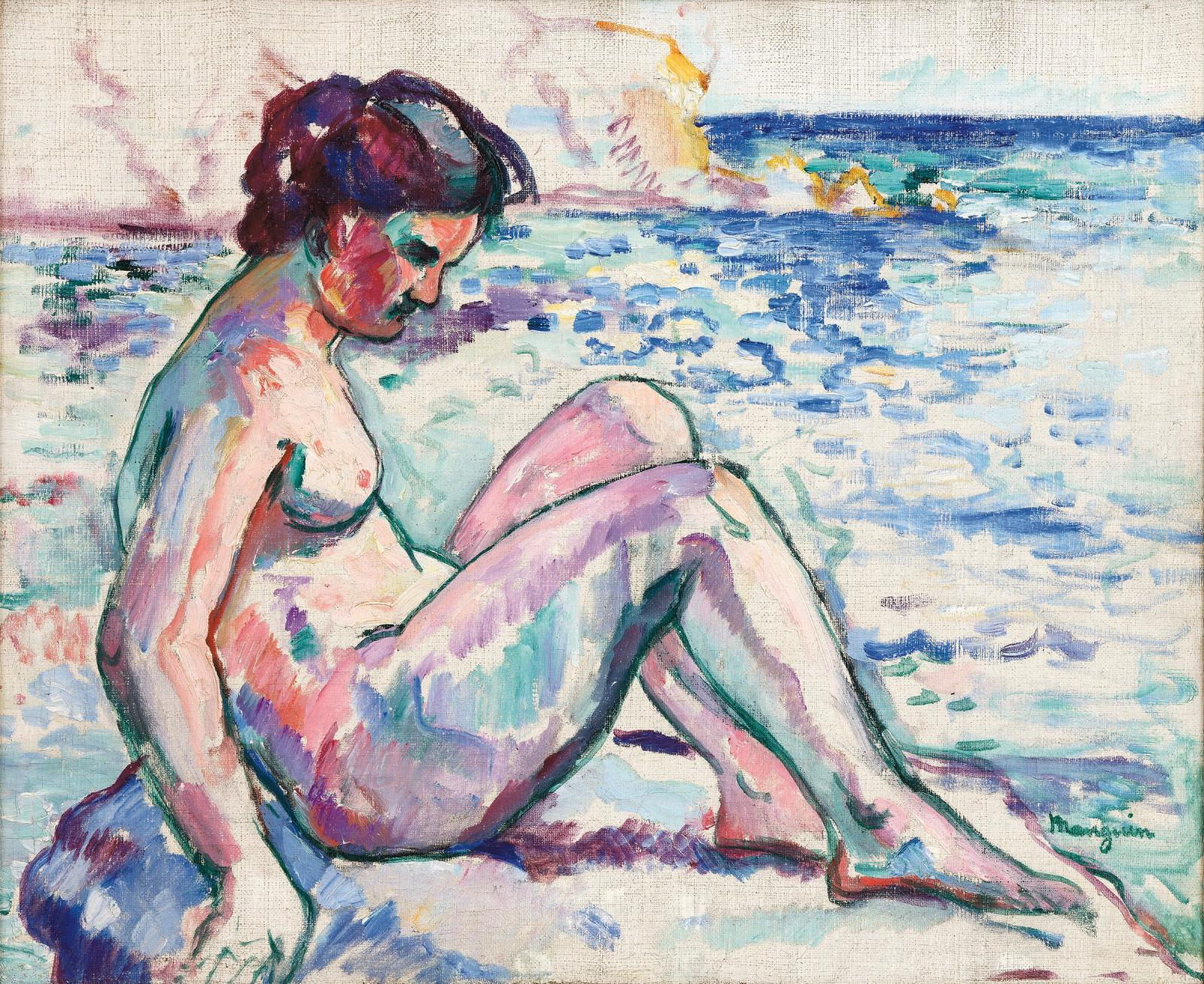
Jeanne au rocher (Cavalière), 1906
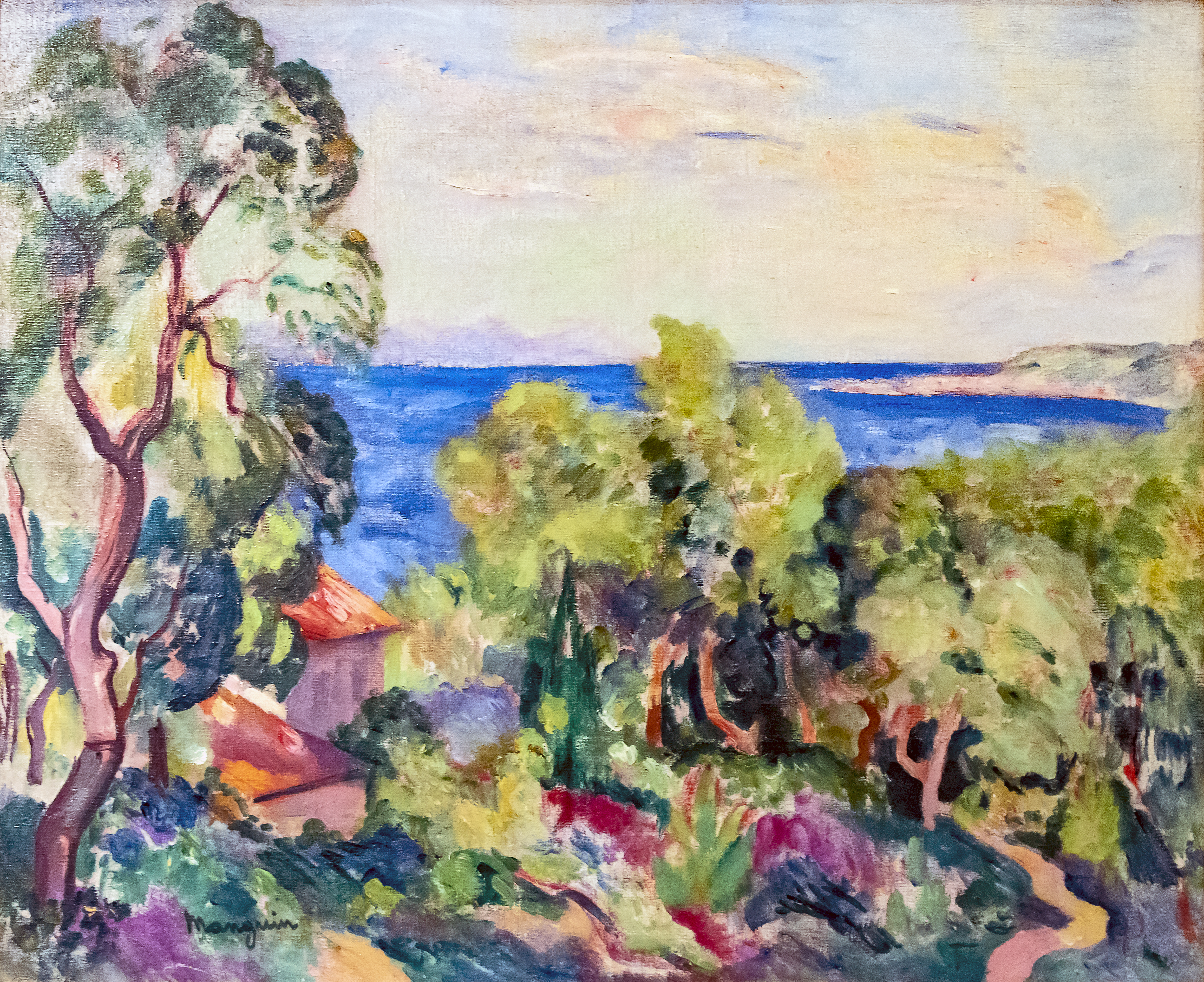
Le Golf Fondation Bemberg, Toulouse, France
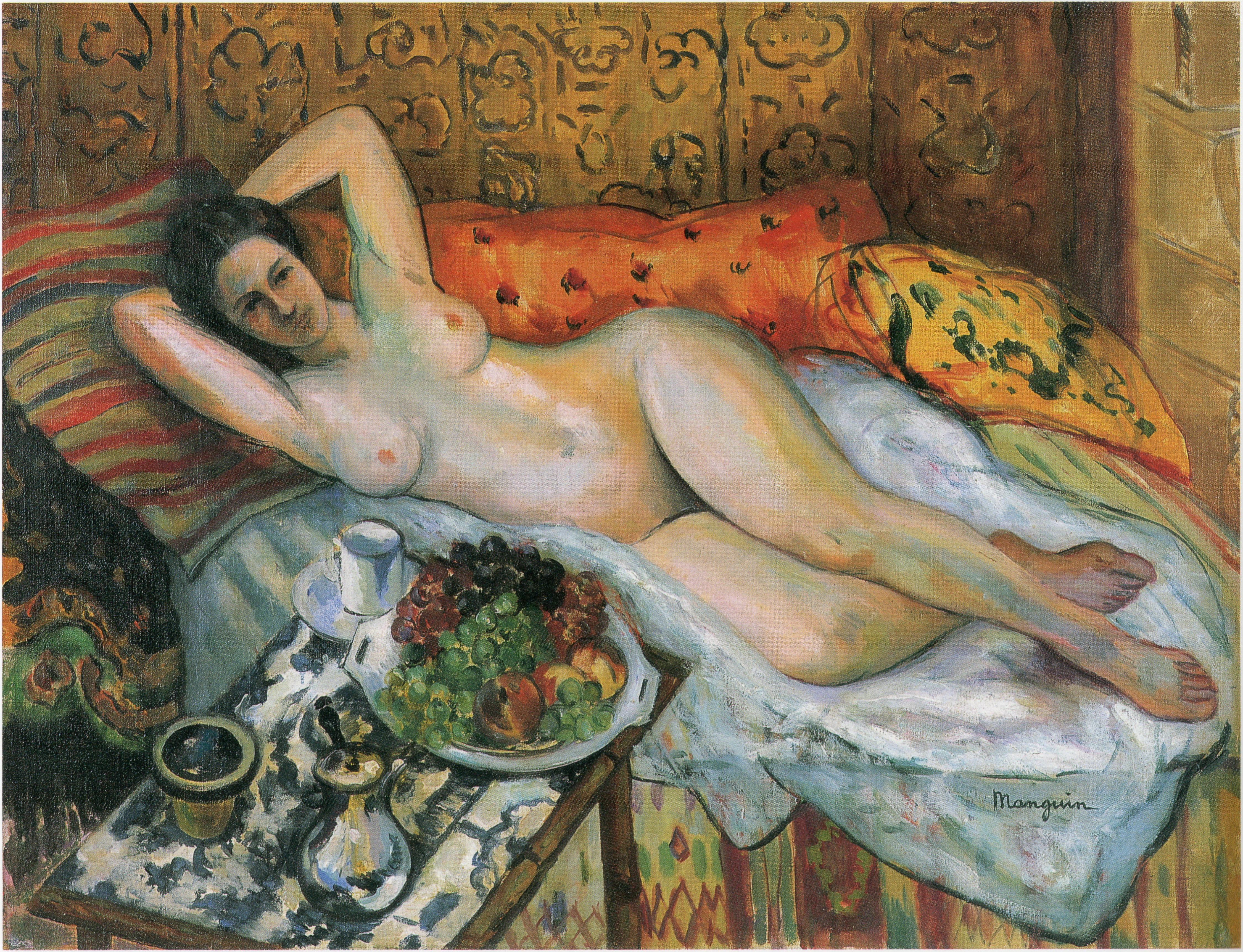
Liegender Akt, 1922